# Allraheligaste Guds Moders förböns kyrka, Kosyjrevka
Allraheligaste Guds Moders förböns kyrka (ryska: Церковь Покрова Пресвятой Богородицы; translitteration: Tserkov Pokrova Presvjatoj Bogoroditsi; kyrkslaviska bokstäver: Це́рковь Покро́ва Пресвѧтой Боградицы) är en rysk-ortodox kyrkobyggnad belägen vid Novaja gatan, 11, i byn Kosyjrevka, i Lipetsk oblast, i den europeiska delen av Ryssland.
Kyrkan är helgad åt högtiden Guds Moders Beskydd och tillhör Lipetsks stift.

## Historik

### Ursprungliga kyrkan
Den ursprungliga kyrkan byggdes år 1872 på bekostnad av de lokala församlingsmedlemmarna. Den var också helgad åt Guds Moders Beskydd.
Kyrkan hade ett altare.
Under sovjettiden stängdes och monterades kyrkan ned.

### Nuvarande kyrkan
2007 beslutades det att bygga en ny kyrka med hjälp av donationer från byns invånare. Grundstenen invigdes 2008.

## Kyrkan
- Kyrkan är byggd i klassicistisk stil.[3]
- Kyrkans klockor väger 4 kg, 8 kg, 10 kg, 19 kg, 32 kg, 64 kg, 150 kg och 420 kg.[6]
- De invigdes den 3 november 2013.[5][6]

## Bilder

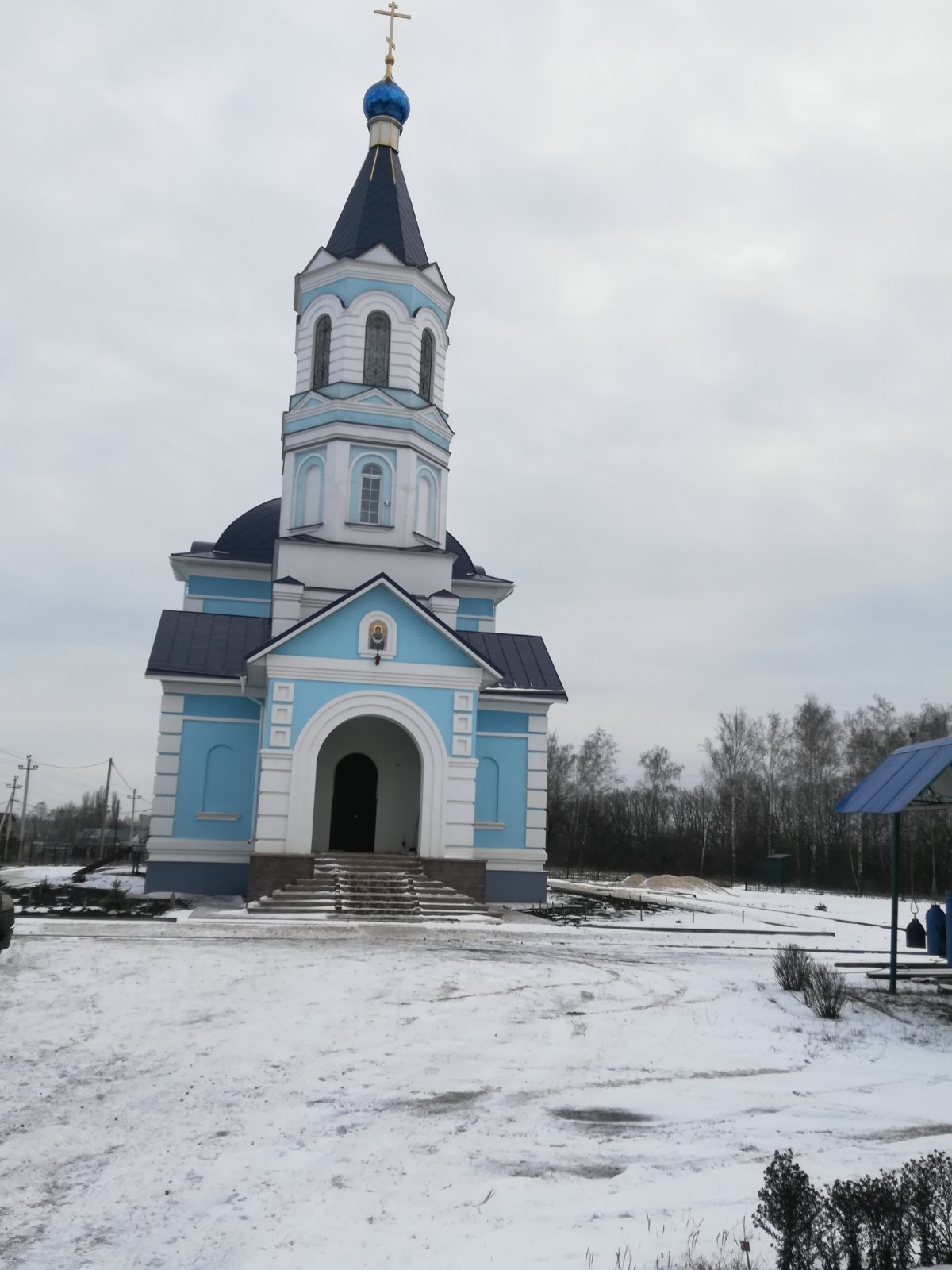
Framsidan och entrén.
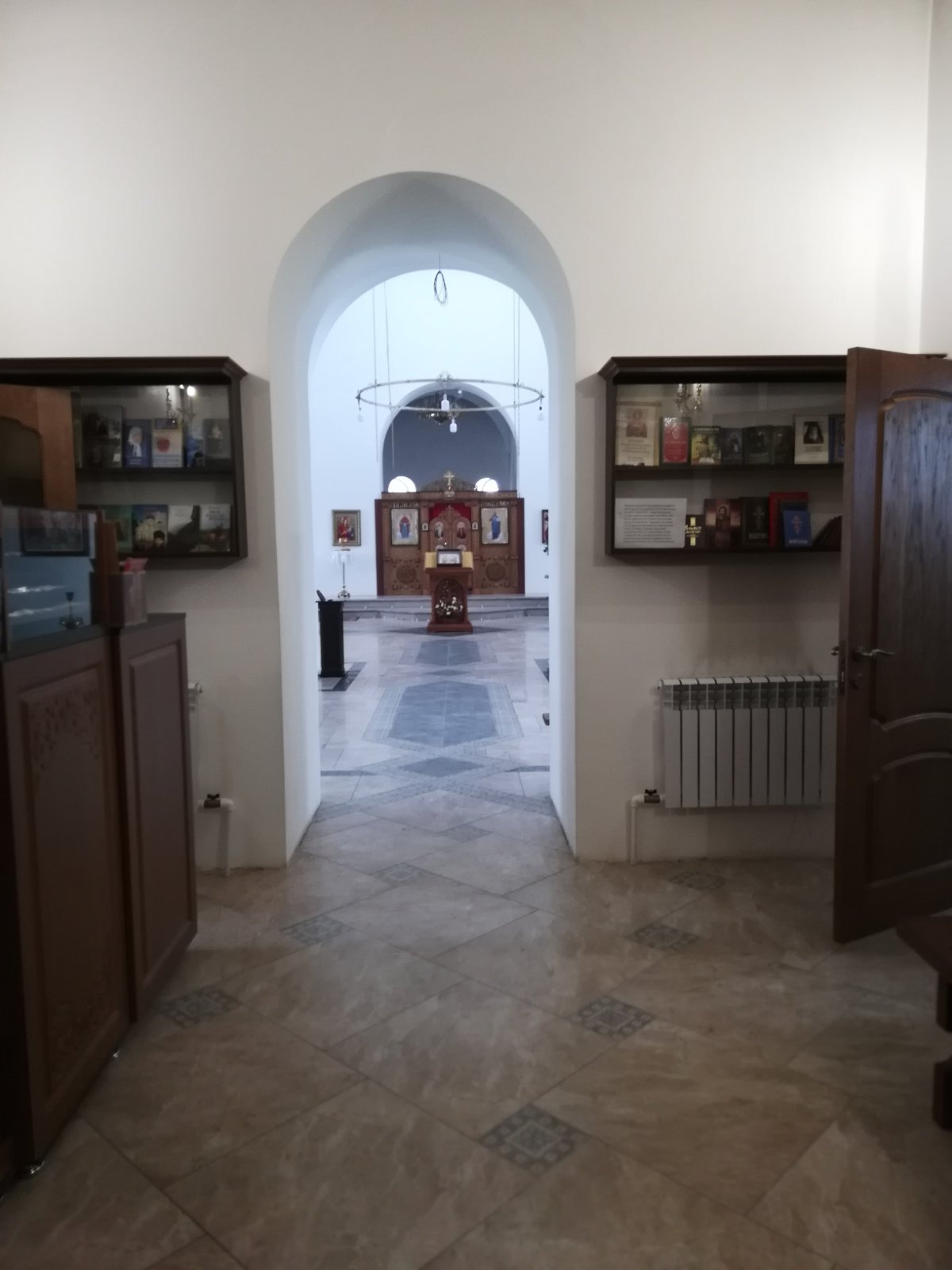
Ingången till kyrkorummet.
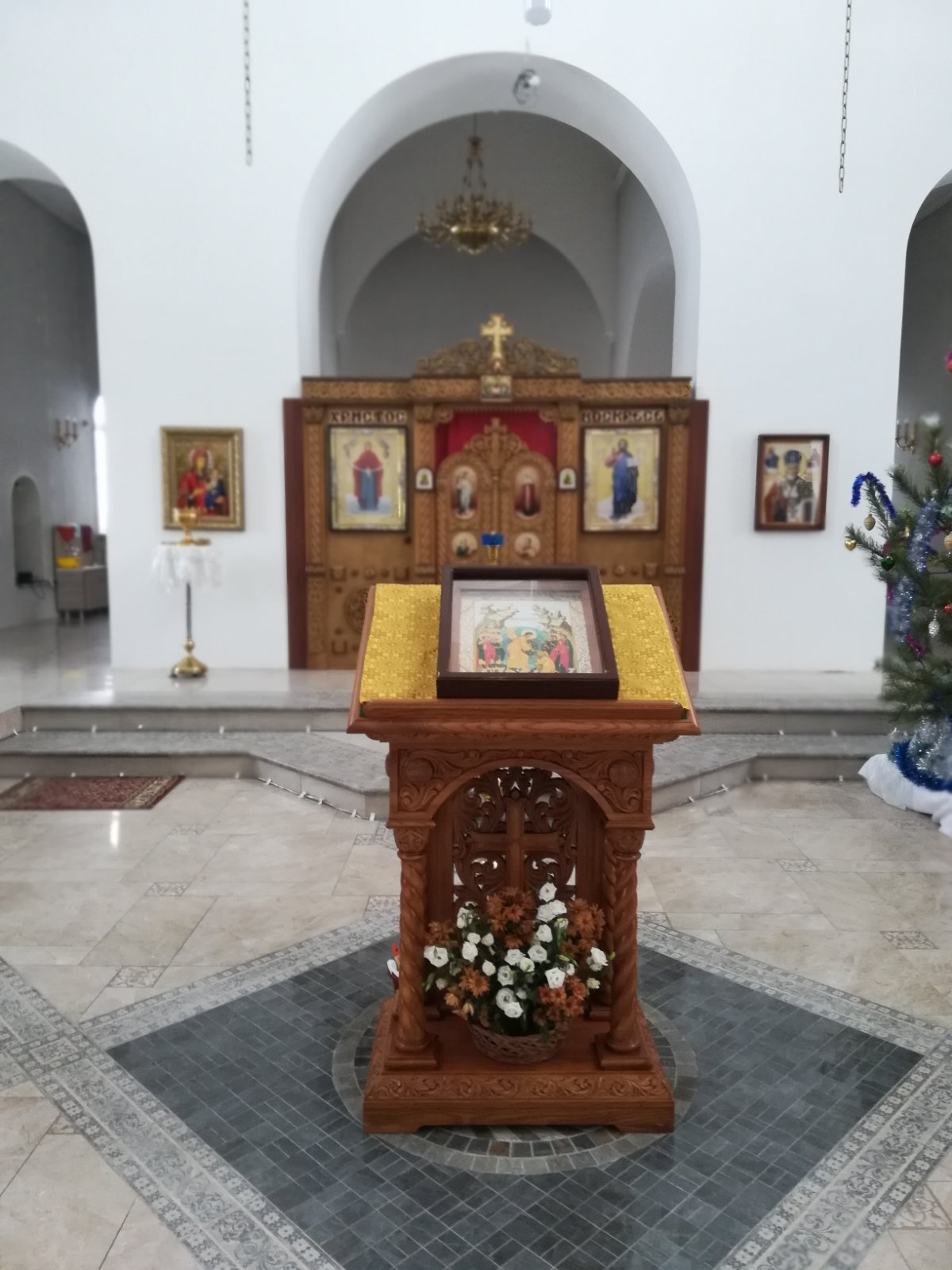
Kyrkans interiör mot ikonostasen.